# Karel Podhajský (kynolog)
Karel Podhajský (24. května 1871 – 12. září 1930) byl český myslivec, kynolog a autor odborné literatury týkající se myslivosti. Byl jedním ze zakladatelů Československé myslivecké jednoty, stál v pozadí i při zakládání jednotné plemenné knihy loveckých psů.

## Život
Karel Podhajský se narodil 24. května 1871 v Litomyšli. Žil v domě na hlavním náměstí, kde je od roku 1971 na jeho počest umístěna pamětní deska zhotovená Františkem Jandou. Karlův otec Matěj Podhajský byl obchodníkem, později zástupcem italské pojišťovny. Matka Anna byla v domácnosti a starala se o tři děti – Karla a jeho sourozence Gustava a Marii. Karel absolvoval obecnou školu v Litomyšli a poté německou obchodní akademii v Praze. Už v 18 letech složil myslivecké zkoušky. Po absolvování povinné vojenské služby nastoupil jako účetní v pojišťovně a pak u města Litomyšle. Po smrti matky v roce 1905 zůstal v Litomyšli sám – nikdy se neoženil.
Ve svém volném čase se věnoval myslivosti a kynologii, byl ale i jedním z prvních lyžařů v Litomyšli.[zdroj?] Chov psů se stal pro Podhajského celoživotní vášní. Začínal s pointery, později přešel i na kontinentální ohaře, ale měl i německé ovčáky. Za celý svůj život choval celkem více než 40 psů. Od mládí byl aktivní v mysliveckých spolcích a psal články do časopisů s mysliveckou tematikou. V roce 1923 se osobně podílel na založení Československé myslivecké jednoty – zastřešující organizace myslivců v nové Československé republice. Stál i u založení jednotné plemenné knihy loveckých psů. Dodnes je používána značka Československý, dnes Český, lovecký pes (Člp.). Od založení v roce 1923 do roku 1930 plemennou knihu osobně vedl. Zasazoval se také o ochranu přírody a ohrožených druhů zvěře. Zasloužil se např. o zákaz odstřelu vzácné a ohrožené zvěře na Litomyšlsku (1923).
Jako organizátor a rozhodčí se zúčastnil bezpočtu kynologických soutěží zkoušek i výstav. V roce 1923 sepsal také zkušební řády pro lovecké zkoušky psů. Ve 20. letech 20. století redigoval ve Stráži myslivosti kynologickou sekci. Prosazoval objektivní hodnocení trofejí prostřednictvím bodování. Sestavil sbírku trofejí abnormalit a prosazoval jejich hodnocení na lebce.  Studoval vše, co se týkalo myslivosti a přírody, jeho znalosti byly velmi široké. Tím získával úctu u odborné i laické veřejnosti. Karel Podhajský zůstal činný až do konce svého života. V září roku 1930 zemřel na následky aterosklerózy ve věku 59 let.

## Odkaz
Karel Podhajský při své činnosti dbal také na osvětu. Podílel se např. na zakládání přírodovědných sbírek litomyšlského muzea. Věnoval mu řadu exponátů ptáků např. českého bažanta, mandelíka hajního nebo labuť zpěvnou, o čemž svědčí štítky na podstavcích exponátů. Po dobu vedení plemenné knihy loveckých psů posílal kopie jednotlivých ročníků do knihovny muzea, kde se tak zachovala na rozdíl od pozdějších ročníků dodnes, stejně jako jeho zkušební řády pro lovecké psy, sepsané roku 1923. Shromáždil také jednu z nejrozsáhlejších sbírek paroží a lebek, ve své době byla uváděná jako nejlepší v celé střední Evropě.[zdroj?] Nejspíše se ale nedochovala. Podhajský sbírku věnoval tehdejší Vysoké lesnické škole v Brně (dnešní Mendelova zemědělská a lesnická univerzita v Brně). Postupem času se ovšem zmínky o ní vytrácí a dnes nevíme, jestli byla ztracena, nebo se její součásti zařadili do jiných sbírek.

## Publikace
Svou publikační činností, propagací myslivosti a osobní účastí na řadě mysliveckých a kynologických akcí získal úctu současníků. Jeho kniha Ohař všestranný jako zachránce zvěře vydaná v roce 1923 je dodnes inspirací pro majitele loveckých psů. Důkazem je i obnovené vydání Českomoravskou mysliveckou jednotou v roce 1998.

## Memoriál Karla Podhajského
Členové Československé myslivecké jednoty oceňovali jeho práci natolik, že na jeho počest po něm pojmenovali nejvyšší zkoušky loveckých psů. Poprvé se konaly pod názvem Všestranné zkoušky Karla Podhajského roku 1932 v Bystrci u Brna. Až od roku 1946 se zkoušky jmenují definitivně Memoriál Karla Podhajského. Do roku 1942 probíhaly zkoušky každé dva roky, v roce 1944 byly kvůli válce zrušeny. Od roku 1946 se konají zkoušky každoročně.
Memoriál Karla Podhajského se postupně vyvinul ve vrcholnou mezinárodní soutěž ohařů v České republice pořádanou Českomoravskou mysliveckou jednotou. Účastníci soutěží o titul Vítěz Memoriálu Karla Podhajského. Vítěz, který se umístí v I. ceně, navíc obdrží čekatelství titulu CACIT (čekatelství Mezinárodního šampióna práce). Druhý pes v pořadí, uspěje-li v I. ceně, obdrží čekatelství titulu Res. CACIT. Nejlepší pes plemene v I. ceně obdrží čekatelství titulu CACT (čekatelství šampióna práce ČR) a druhý nejlepší pes plemene získá čekatelství titulu Res. CACT. Memoriálu Karla Podhajského se zúčastní nejvýše 20 psů (10 psů z České republiky a 10 psů ze zahraničí). Pro deset psů z České republiky je podmínkou pro účast na memoriálu úspěšné absolvování Memoriálu Richarda Knolla v příslušném kalendářním roce. Dalších 10 psů je vybráno pořadatelem ze zemí střední Evropy. Memoriál Karla Podhajského probíhá podle Zkušebního řádu pro lovecké psy vydaného Českomoravskou mysliveckou jednotou. Jednotlivé disciplíny jsou shodné se všestrannými zkouškami ohařů, kdy pro dosažení jednotlivých cen jsou stanoveny vyšší minimální známky jednotlivých disciplín než pro běžné všestranné zkoušky. Výroční ročníky Memoriálu Karla Podhajského probíhají již tradičně v rodném městě Karla Podhajského, tedy v Litomyšli. V roce 2018 proběhl již 80. ročník Memoriálu Karla Podhajského.